# Velika Žuljevica
Velika Žuljevica je naseljeno mjesto u sastavu općine Bosanski Novi, Republika Srpska, BiH.

## Stanovništvo
| Velika Žuljevica   |              |
| godina popisa      | 1991.        |
| Srbi               | 395 (96,34%) |
| Hrvati             | 2 (0,48%)    |
| Muslimani          | 0            |
| Jugoslaveni        | 2 (0,48%)    |
| ostali i nepoznato | 11 (2,68%)   |
| ukupno             | 410          |